# 室賀城
室賀城（むろがじょう）は、長野県上田市にあった日本の城。武田氏に仕えた室賀氏の本拠で、笹洞城、原畑城を総称した呼び方。別名笹洞城、原畑城。

## 歴史
天文年間頃、この地域に侵攻してきた村上氏の命により、室賀氏が築城したと推測される。
武田氏が信濃に侵攻して村上氏を信濃から追い出すと、室賀氏は武田氏に臣従した。『高白斎記』の天文22年（1553年）に「八月晦日甲辰飯富室カノ本城ヘ移ル」という記述があり、武田氏の重臣飯富虎昌が室賀城へ入ったことがわかる。武田氏の重臣が入るということは、上杉謙信の信濃への軍事介入に備えて室賀地域が重要視された可能性が指摘されている。
天正12年（1584年）に室賀正武を滅ぼした真田氏が室賀地域を領有し、城を現在の姿に改修したと考えられている。

## 笹洞城
笹洞城は山城で、曲輪、土塁、石垣、堀切などの遺構が明瞭に残っている。
主郭は約30×15mの菱形に近い形をした曲輪で、曲輪の東端に櫓台状のマウンドがあり、南面の一部には土塁が残る。主郭の壁面には随所に石垣の残決があり、総石垣張りであった可能性がある。
城の東側は連続竪堀や放射状竪堀で厳重に守られている。

## 原畑城
笹洞城の南麓の微高地に存在する。城の遺構はほぼ消滅しているが、堀切や段差の痕跡が観察でき、連郭式の丘城と推測される。